# La flecha amarilla

La flecha amarilla (La Flèche jaune) est une émission de téléréalité espagnole qui réunit dix participants, divisés en deux équipes de cinq, à l'aventure pour parcourir le pèlerinage de Saint-Jacques-de-Compostelle tandis qu'ils coexistent et concourent pour des épreuves de différentes intensités physiques et/ou psychiques.
L'émission a été diffusée par l'ETB en 2004, sous la direction de Julian Iantzi.
Le programme se déroule sur 40 jours. Conçu comme un road movie, il est composé de 13 étapes pour parcourir plus de 700 kilomètres à pied. Il a une durée de 14 x 75 min en horaire de prime time.